# Susannah McCorkle
| Kattints az alábbi külső linkek egyikére! | Kattints az alábbi külső linkek egyikére! |
| ----------------------------------------- | ----------------------------------------- |
| Nem található szabad kép.(?)              |                                           |
| külső link · jogvédett                    | Susannah McCorkle                         |

Susannah McCorkle (Berkeley, Kalifornia, 1946. január 1. – 2001.  május 19.) amerikai dzsesszénekesnő.

## Pályakép
A kaliforniai Berkeley-ben született. Olasz irodalmat tanult a Kaliforniai Egyetemen, majd Európába költözött.
Billie Holiday „I've Got a Right to Sing the Blues” című dala nagyban hozzájárult ahhoz, hogy pályát módosított. Az 1970-es években londoni kocsmákban énekelt. Londonban vette fel első két albumát is.
Az  Amerikai Egyesült Államokba költözése után Greenwich Village-ben, egy hajón és itt-ott másutt énekelt. A későbbieken gyakran az Algonquin Hotelben.
A „No More Blues” (1988) című albumát Emily Remler és Bucky Pizzarelli gitárosokkal és Dave Frishberg zongoristával rögzítette.
A Stereo Review magazin a How Do You Keep the Music Playing (1986) albumát az év albumának nevezte.
Mellrákot élt ugyan túl, de sok éven át depresszióban szenvedett. 55 éves korában öngyilkos lett Manhattanben: leugrott a West West 86th Street 41-es lakásának erkélyéről. Életrajza  2006-ban megjelent a University of Michigan Pressnél.

## Lemezek
- The Music of Harry Warren (Inner City, 1976)
- The Quality of Mercer (Inner City, 1980)
- Over the Rainbow: The Songs of E.Y. Yip Harburg (Inner City,  1981)
- The People That You Never Get to Love (Inner City, 1981)
- Thanks for the Memory: Songs of Leo Robin (Pausa, 1984)
- How Do You Keep the Music Playing? (PA USA, 1985)
- Dream (Pausa, 1987)
- As Time Goes by (CBS/Sony, 1987)
- No More Blues (Concord Jazz, 1989)
- Sabia (Concord Jazz, 1990)
- I'll Take Romance (Concord Jazz, 1992)
- From Bessie to Brazil (Concord Jazz, 1993)
- From Broadway to Bebop (Concord Jazz, 1994)
- Easy to Love: The Songs of Cole Porter (Concord Jazz, 1996)
- Let's Face the Music: The Songs of Irving Berlin (Concord Jazz, 1997)
- Someone to Watch Over Me: The Songs of George Gershwin (Concord Jazz, 1998)
- From Broken Hearts to Blue Skies (Concord Jazz, 1999)
- Hearts and Minds (Concord Jazz, 2000)
- Ballad Essentials (Concord Jazz, 2002)
- The Beginning 1975 (Challenge, 2002)
- Adeus: The Berlin Concert (Sonorama, 2015)

## További információ
- Susannah McCorkle az Internet Movie Database-ben (angolul)